# Museo Postal Nacional (Washington)
El Museo Postal Nacional (National Postal Museum), ubicado enfrente a la Union Station en Washington D. C., Estados Unidos, es un museo postal que se fundó mediante un acuerdo conjunto entre el Servicio Postal de los Estados Unidos y la Institución Smithsonian y se inauguró en 1993.
El museo está situado en un edificio que sirvió como la oficina principal de correos de Washington D. C. desde su construcción en 1914 hasta 1986. El edificio fue diseñado por el estudio de arquitectura Graham and Burnham, dirigido por Ernest Graham tras la muerte de Daniel Burnham en 1912.
El edificio del museo también alberga la sede de la Oficina de Estadísticas Laborales del Departamento del Trabajo de los Estados Unidos, así como un centro de datos del Senado.

## Muestras
El museo custodia la Colección Filatélica Nacional de los estados Unidos y organiza exhibiciones interactivas sobre la historia de los servicios de  correos nacional e internacional. Posee, además, una tienda de regalos y una oficina de venta de sellos del Servicio Postal de Estados Unidos, junto con exhibiciones sobre el Pony Express, el uso de ferrocarriles en el correo, los restos conservados de Owney, la primera mascota postal no oficial y una exhibición sobre la publicidad de mercadotecnia directa llamado "Qué hay en el correo para usted". Los visitantes pueden adquirir un sobre de recuerdo con su nombre impreso y un cupón para la tienda de regalos. Como uno de los museos nacionales del Smithsonian, la entrada es gratuita. Este museo también cuenta con una biblioteca.
En 2005, el museo adquirió la colección de sellos de la infancia del cantante y compositor John Lennon. Desde junio de 2015 hasta diciembre de 2018, el museo exhibió el Magenta de 1 centavo de la Guayana Británica de 1856, el sello más valioso del mundo, que se vendió por 9,5 millones de dólares en 2014.
En septiembre de 2009, la institución recibió una donación de 8 millones de dólares del fundador de la firma de inversión William H. Gross para ayudar a financiar un proyecto de ampliación del museo. Desde entonces, una de sus salas lleva el nombre del mecenas.

## Acontecimientos
Desde 2002, el museo convoca el premio bianual Smithsonian Philatelic Achievement Award (Premio Smithsonian de Logros Filatélicos), en reconocimiento de los logros en el campo de la filatelia.

## Galería

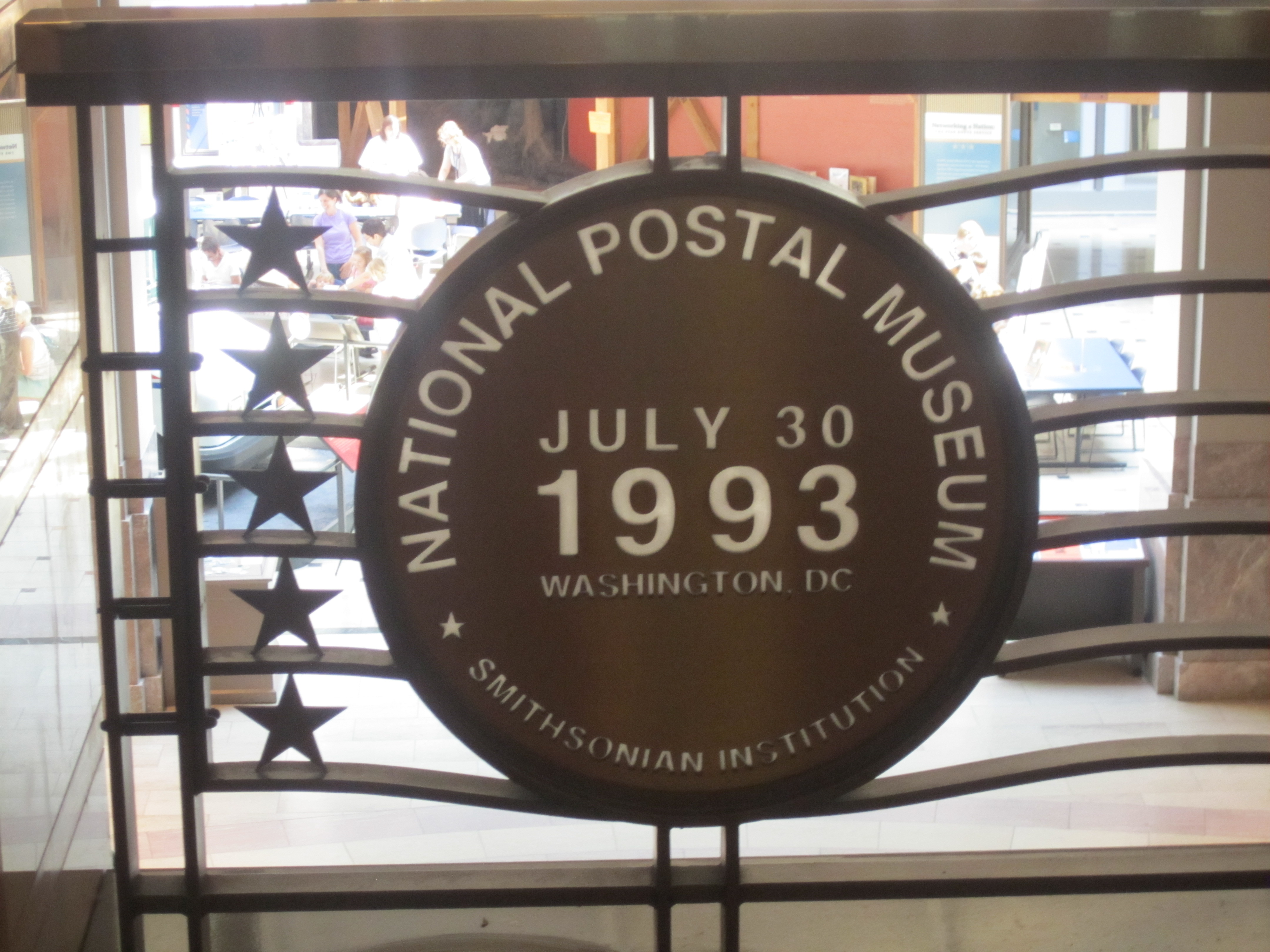
Cartel de apertura para la dedicación del Museo Postal Nacional
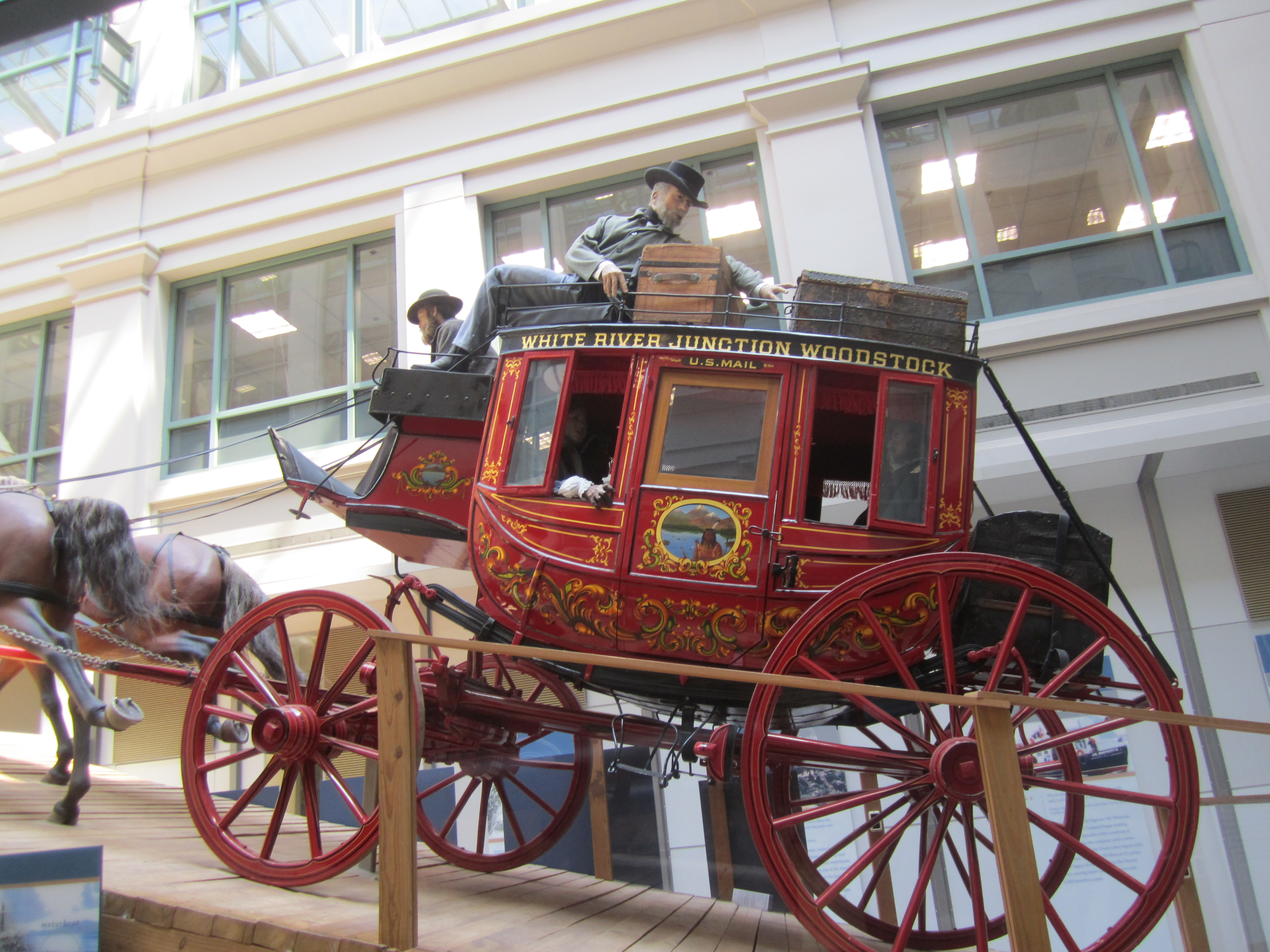
Diligencia de transporte de correo en el Museo Postal Nacional
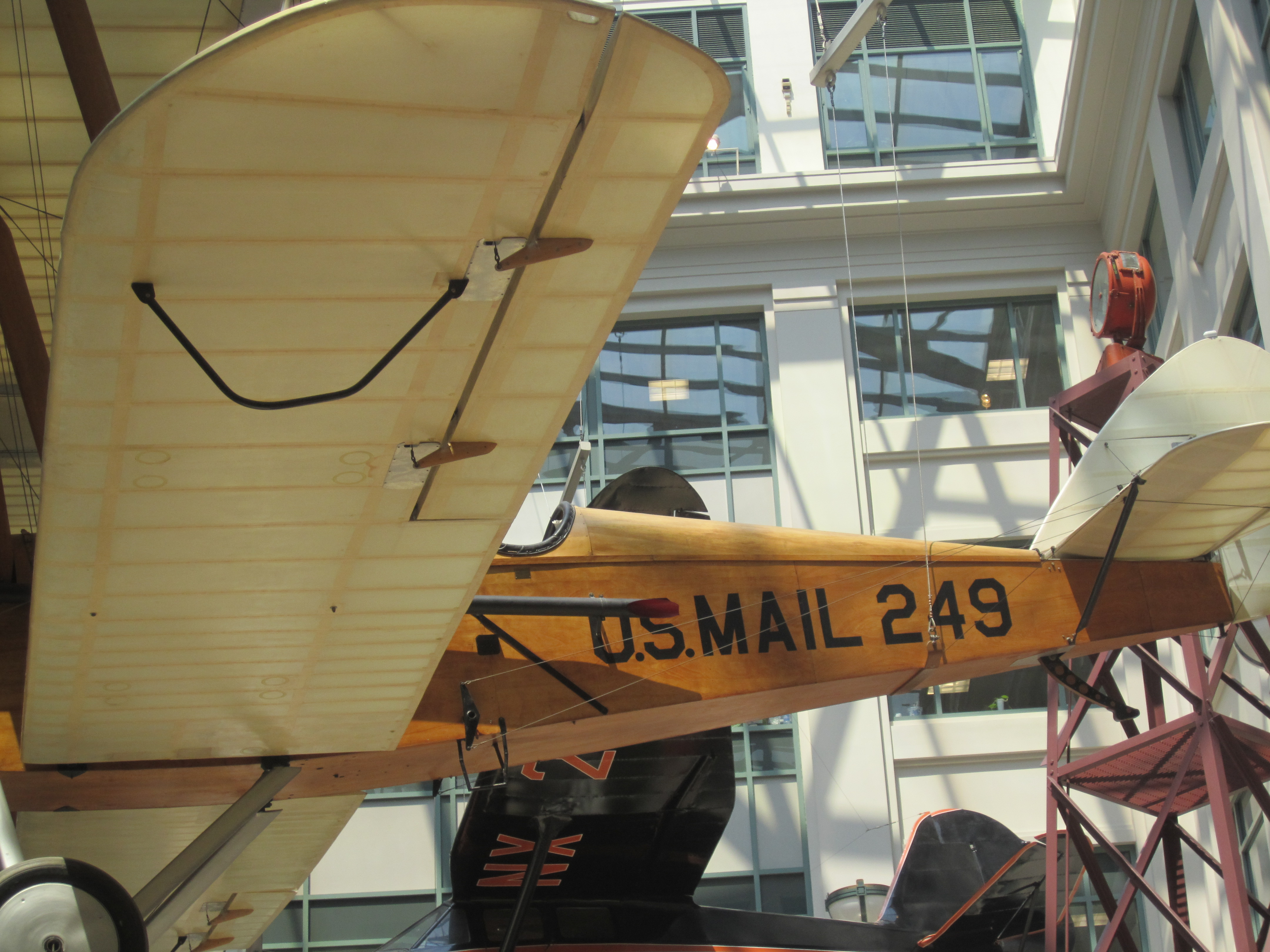
Avión de correo aéreo anclado desde el techo en el Museo Postal Nacional
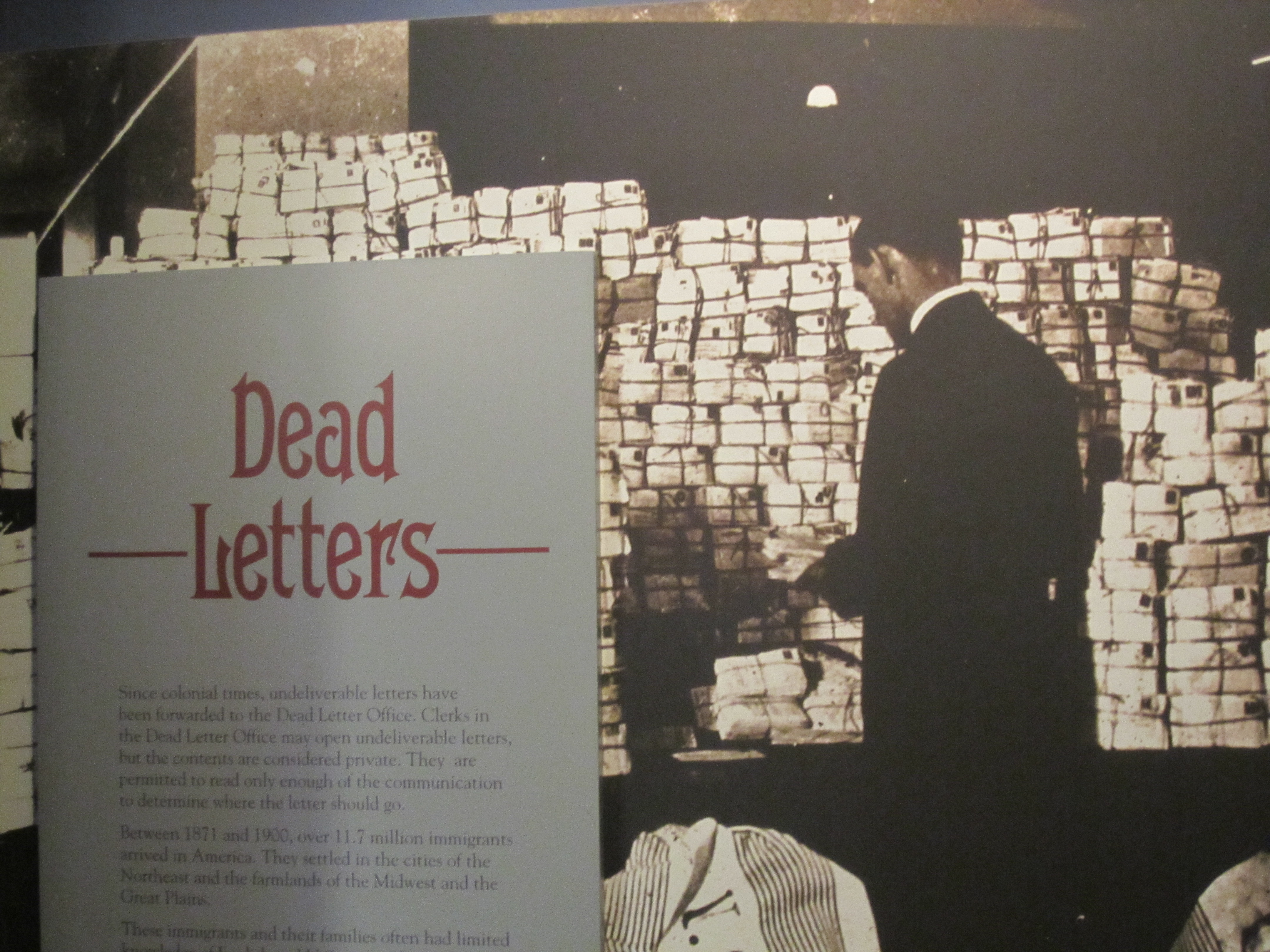
Exposición de cartas muertas en el Museo Postal
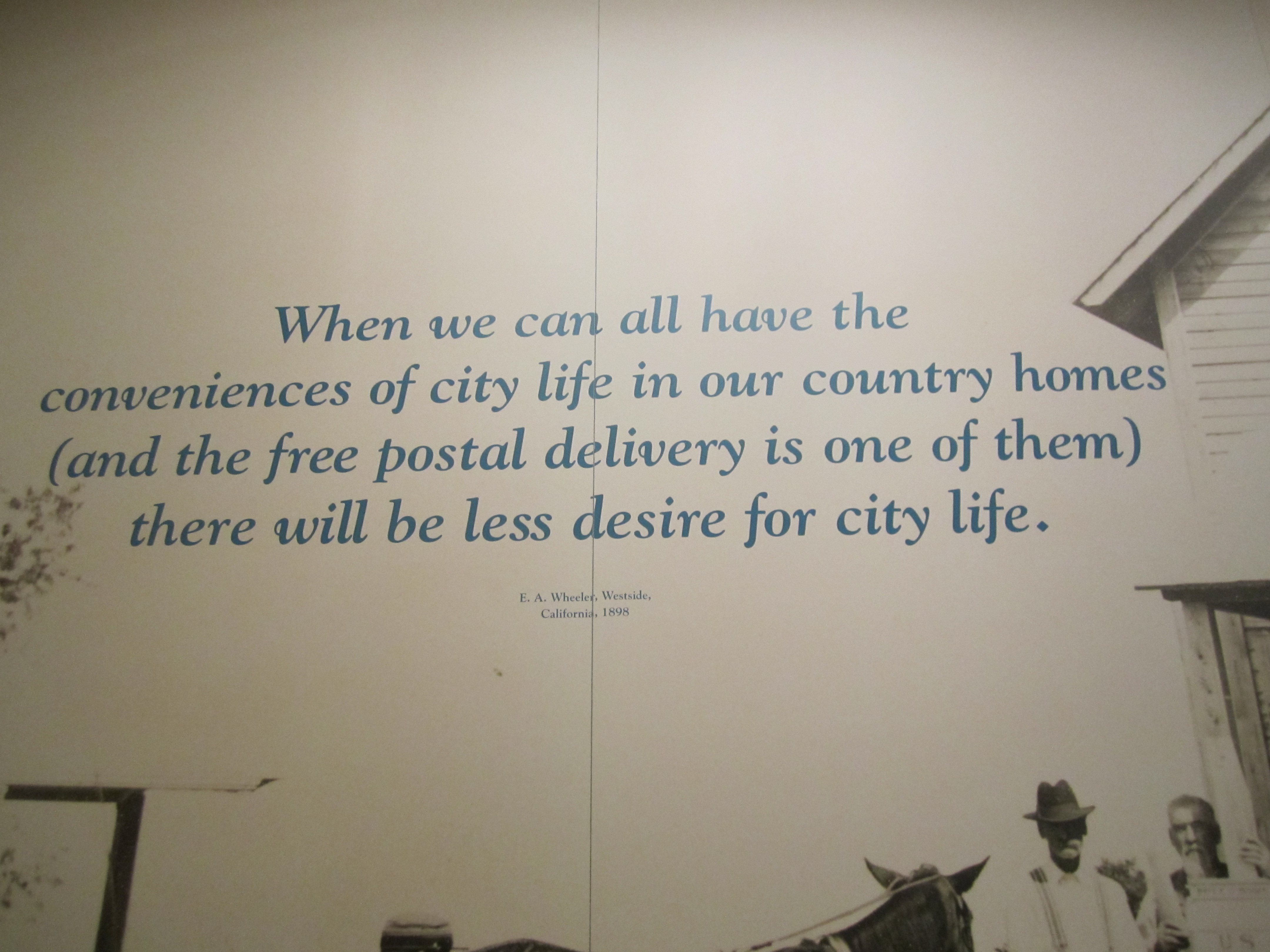
Cartel del museo que ensalza el valor de la entrega postal
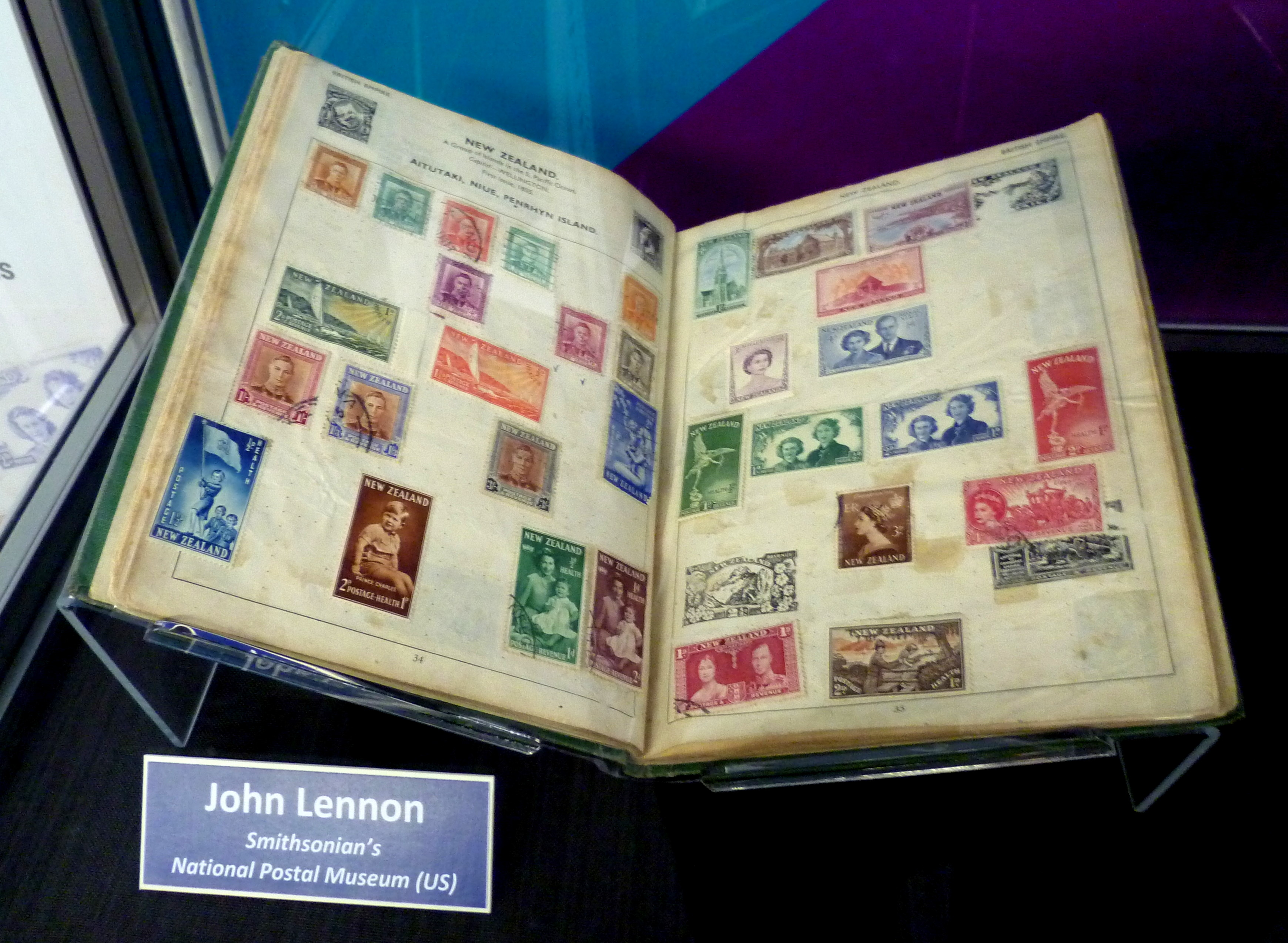
Colección de sellos de la infancia de John Lennon